# Кубок России по волейболу среди мужчин 2008
XVI турнир на Кубок России по волейболу среди мужских команд проходил с 23 апреля по 30 ноября 2008 года. В соревнованиях приняла участие 31 команда: 11 представителей Суперлиги, 10 коллективов высшей лиги «А», 9 команд высшей лиги «Б» и одна из первой лиги. Обладателем Кубка России стало московское «Динамо».

## Предварительный этап

### Зона Москвы
«Искра» и «Динамо» выходили в полуфинальный этап Кубка независимо от результатов предварительного этапа, поскольку делегировали в сборную России более трёх игроков.
|                                  | 1        | 2        | 3        | 4        | 5        | 6        | 7        | 8        | И  | В  | П  | С/П   | О  |
| -------------------------------- | -------- | -------- | -------- | -------- | -------- | -------- | -------- | -------- | -- | -- | -- | ----- | -- |
| 1. «Факел» (Новый Уренгой)       |          | 0:3, 3:0 | 3:1, 3:0 | 3:1, 3:0 | 3:1, 3:1 | 3:0, 3:2 | 3:1, 3:1 | 3:0, 3:1 | 14 | 13 | 1  | 39:12 | 27 |
| 2. «Динамо-Янтарь» (Калининград) | 3:0, 0:3 |          | 1:3, 1:3 | 3:0, 3:2 | 3:1, 2:3 | 3:0, 3:1 | 3:0, 3:0 | 3:0, 3:0 | 14 | 10 | 4  | 34:16 | 24 |
| 3. МГТУ (Москва)                 | 1:3, 0:3 | 3:1, 3:1 |          | 1:3, 2:3 | 3:0, 3:1 | 1:3, 3:0 | 3:2, 3:1 | 3:0, 3:1 | 14 | 9  | 5  | 32:22 | 23 |
| 4. «Искра» (Одинцово)            | 1:3, 0:3 | 0:3, 2:3 | 3:1, 3:2 |          | 3:2, 3:0 | 2:3, 3:2 | 2:3, 3:1 | 3:0, 0:3 | 14 | 7  | 7  | 28:29 | 21 |
| 5. ЦСКА (Москва)                 | 1:3, 1:3 | 1:3, 3:2 | 0:3, 1:3 | 2:3, 0:3 |          | 3:2, 3:1 | 2:3, 3:0 | 3:1, 3:2 | 14 | 6  | 8  | 26:32 | 20 |
| 6. «Зоркий» (Красногорск)        | 0:3, 2:3 | 0:3, 1:3 | 3:1, 0:3 | 3:2, 2:3 | 2:3, 1:3 |          | 3:2, 3:1 | 3:0, 2:3 | 14 | 5  | 9  | 25:33 | 19 |
| 7. «Динамо» (Москва)             | 1:3, 1:3 | 0:3, 0:3 | 2:3, 1:3 | 3:2, 1:3 | 3:2, 0:3 | 2:3, 1:3 |          | 3:0, 2:3 | 14 | 3  | 11 | 20:37 | 17 |
| 8. «Спартак» (Москва)            | 0:3, 1:3 | 0:3, 0:3 | 0:3, 1:3 | 0:3, 3:0 | 1:3, 2:3 | 0:3, 3:2 | 0:3, 3:2 |          | 14 | 3  | 11 | 14:37 | 17 |

23 апреля. «Зоркий» — «Факел» — 0:3 (14:25, 16:25, 21:25).

30 апреля. «Факел» — «Зоркий» — 3:2 (25:18, 27:29, 13:25, 27:29, 15:10).

5 мая. «Зоркий» — «Динамо» — 3:2 (28:26, 22:25, 25:23, 13:25, 15:12).

6 мая. «Динамо-Янтарь» — ЦСКА — 3:1 (15:25, 25:23, 25:23, 25:9). «Динамо» — «Зоркий» — 1:3 (23:25, 25:16, 19:25, 19:25).

7 мая. «Зоркий» — ЦСКА — 2:3 (25:17, 23:25, 25:19, 23:25, 11:15).

12 мая. «Зоркий» — «Динамо-Янтарь» — 0:3 (17:25, 14:25, 17:25). «Искра» — «Динамо» — 2:3 (25:15, 20:25, 25:10, 21:25, 14:16).

13 мая. «Факел» — ЦСКА — 3:1 (25:15, 21:25, 25:19, 25:21). «Динамо» — «Искра» — 1:3 (16:25, 16:25, 29:27, 22:25). «Динамо-Янтарь» — «Зоркий» — 3:1 (25:27, 25:19, 25:18, 25:19).

14 мая. «Искра» — МГТУ — 3:1 (22:25, 30:28, 25:12, 25:23). ЦСКА — «Зоркий» — 3:1 (25:18, 26:24, 22:25, 25:23). «Динамо» — «Динамо-Янтарь» — 0:3 (22:25, 18:25, 23:25).

15 мая. «Динамо-Янтарь» — «Динамо» — 3:0 (25:20, 25:21, 25:22). ЦСКА — «Факел» — 1:3 (14:25, 21:25, 25:21, 21:25).

16 мая. «Зоркий» — МГТУ — 3:1 (20:25, 29:27, 25:22, 25:23). «Искра» — Спартак — 3:0 (25:16, 25:14, 25:21). «Динамо-Янтарь» — «Факел» — 3:0 (26:24, 25:23, 25:22).

17 мая. «Факел» — «Динамо-Янтарь» — 3:0 (27:25, 25:22, 25:19). «Спартак» — «Искра» — 3:0 (26:24, 25:23, 25:17).

19 мая. «Спартак» — «Факел» — 0:3 (21:25, 23:25, 19:25). «Динамо» — ЦСКА — 3:2 (18:25, 25:22, 17:25, 25:15, 15:10).

20 мая. МГТУ — «Зоркий» — 3:0 (25:13, 25:22, 25:22). «Факел» — «Спартак» — 3:1 (25:18, 22:25, 25:16, 25:16). «Динамо-Янтарь» — «Искра» — 3:0 (25:19, 25:22, 25:19). ЦСКА — «Динамо» — 3:0 (25:23, 25:17, 25:21).

21 мая. «Искра» — «Динамо-Янтарь» — 2:3 (19:25, 25:23, 25:21, 22:25, 10:15).

22 мая. «Динамо» — «Факел» — 1:3 (21:25, 25:17, 26:28, 18:25). «Зоркий» — «Спартак» — 3:0 (25:21, 25:20, 26:24). ЦСКА — МГТУ — 0:3 (19:25, 22:25, 22:25).

23 мая. «Факел» — «Динамо» — 3:1 (23:25, 25:20, 25:18, 25:19). «Спартак» — «Зоркий» — 3:2 (25:20, 21:25, 25:21, 15:25, 15:6). МГТУ — ЦСКА — 3:1 (23:25, 27:25, 25:23, 25:13).

24 мая. «Искра» — «Зоркий» — 2:3 (23:25, 23:25, 25:17, 25:22, 14:16).

26 мая. ЦСКА — «Динамо-Янтарь» — 3:2 (25:21, 15:25, 20:25, 43:41, 15:13).

27 мая. «Динамо» — МГТУ — 2:3 (25:23, 20:25, 16:25, 25:20, 11:15). «Искра» — «Факел» — 1:3 (20:25, 25:23, 13:25, 21:25). «Спартак» — «Динамо-Янтарь» — 0:3 (10:25, 23:25, 14:25).

28 мая. «Динамо-Янтарь» — «Спартак» — 3:0 (25:22, 25:15, 25:21). «Факел» — «Искра» — 3:0 (25:23, 25:21, 25:23).

29 мая. «Факел» — МГТУ — 3:1 (24:26, 30:28, 25:14, 25:10).

30 мая. МГТУ — «Факел» — 0:3 (17:25, 16:25, 24:26). ЦСКА — Спартак — 3:1 (25:23, 19:25, 25:22, 25:19).

31 мая. «Зоркий» — «Искра» — 2:3 (21:25, 25:20, 16:25, 25:23, 13:15).

1 июня. «Спартак» — ЦСКА — 2:3 (18:25, 25:17, 24:26, 25:22, 10:15).

3 июня. «Спартак» — МГТУ — 0:3 (19:25, 15:25, 17:25). ЦСКА — «Искра» — 2:3 (27:25, 23:25, 25:18, 18:25, 12:15).

4 июня. «Искра» — ЦСКА — 3:0 (25:23, 25:19, 25:17).

5 июня. МГТУ — «Спартак» — 3:1 (25:19, 25:15, 24:26, 25:15).

6 июня. МГТУ — «Искра» — 2:3 (25:21, 24:26, 24:26, 25:23, 8:15).

7 июня. «Спартак» — «Динамо» — 0:3 (24:26, 20:25, 18:25).

8 июня. «Динамо» — «Спартак» — 2:3 (25:15, 25:27, 19:25, 25:21, 13:15).

10 июня. «Динамо-Янтарь» — МГТУ — 1:3 (24:26, 25:20, 17:25, 23:25).

11 июня. МГТУ — «Динамо-Янтарь» — 3:1 (25:20, 23:25, 25:13, 25:22).

15 июня. МГТУ — «Динамо» — 3:1 (25:16, 23:25, 26:24, 25:22).

### Зона Северо-Запада
|                                | 1        | 2        | 3        | 4        | 5        | 6        | И  | В | П | С/П   | О  |
| ------------------------------ | -------- | -------- | -------- | -------- | -------- | -------- | -- | - | - | ----- | -- |
| 1. НОВА (Новокуйбышевск)       |          | 3:0, 2:3 | 3:1, 3:1 | 3:0, 3:0 | 3:0, 3:0 | 3:0, 3:0 | 10 | 9 | 1 | 29:5  | 19 |
| 2. «Ярославич» (Ярославль)     | 0:3, 3:2 |          | 3:1, 3:0 | 3:1, 3:0 | 3:0, 3:1 | 3:0, 3:0 | 10 | 9 | 1 | 27:8  | 19 |
| 3. СГАФК-«Феникс» (Смоленск)   | 1:3, 1:3 | 1:3, 0:3 |          | 3:2, 1:3 | 3:0, 3:1 | 3:1, 3:0 | 10 | 5 | 5 | 19:19 | 15 |
| 4. «Спартак» (Санкт-Петербург) | 0:3, 0:3 | 1:3, 0:3 | 2:3, 3:1 |          | 3:2, 3:2 | 3:0, 3:0 | 10 | 5 | 5 | 18:20 | 15 |
| 5. «Динамо-ЛО» (Сосновый Бор)  | 0:3, 0:3 | 0:3, 1:3 | 0:3, 1:3 | 2:3, 2:3 |          | 3:1, 2:3 | 10 | 1 | 9 | 11:28 | 11 |
| 6. «Строитель» (Ярославль)     | 0:3, 0:3 | 0:3, 0:3 | 1:3, 0:3 | 0:3, 0:3 | 1:3, 3:2 |          | 10 | 1 | 9 | 5:29  | 11 |

Новокуйбышевск

20 мая. «Ярославич» — «Строитель» — 3:0. СГАФК-«Феникс» — «Динамо-ЛО» — 3:0. НОВА — «Спартак» — 3:0 (25:17, 25:13, 25:18).

21 мая. «Строитель» — «Динамо-ЛО» — 1:3. «Спартак» — СГАФК-«Феникс» — 2:3. «Ярославич» — НОВА — 0:3 (25:27, 21:25, 23:25).

22 мая. «Динамо-ЛО» — «Спартак» — 2:3. СГАФК-«Феникс» — «Ярославич» — 1:3. НОВА — «Строитель» — 3:0.

23 мая. «Ярославич» — «Динамо-ЛО» — 3:0. «Строитель» — «Спартак» — 0:3. НОВА — СГАФК-«Феникс» — 3:1.

24 мая. «Спартак» — «Ярославич» — 1:3. СГАФК-«Феникс» — «Строитель» — 3:1. «Динамо-ЛО» — НОВА — 0:3.
Ярославль

3 июня. «Спартак» — НОВА — 0:3 (19:25, 17:25, 15:25). «Динамо-ЛО» — СГАФК-«Феникс» — 1:3 (21:25, 19:25, 25:21, 21:25). «Строитель» — «Ярославич» — 0:3.

4 июня. СГАФК-«Феникс» — «Спартак» — 1:3. «Динамо-ЛО» — «Строитель» — 2:3. НОВА — «Ярославич» — 2:3.

5 июня. «Спартак» — «Динамо-ЛО» — 3:2 (25:20, 25:20, 24:26, 16:25, 15:12). «Строитель» — НОВА — 0:3 (20:25, 23:25, 18:25). «Ярославич» — СГАФК-«Феникс» — 3:0.

6 июня. «Спартак» — «Строитель» — 3:0 (25:20, 25:22, 25:16). СГАФК-«Феникс» — НОВА — 1:3 (16:25, 15:25, 25:23, 15:25). «Динамо-ЛО» — «Ярославич» — 1:3 (12:25, 25:22, 11:25, 12:25).

7 июня. «Ярославич» — «Спартак» — 3:0 (25:16, 25:23, 25:18). НОВА — «Динамо-ЛО» — 3:0. «Строитель» — СГАФК-«Феникс» — 0:3.

### Зона Юга
|                                     | 1        | 2        | 3        | 4        | 5        | И | В | П | С/П   | О  |
| ----------------------------------- | -------- | -------- | -------- | -------- | -------- | - | - | - | ----- | -- |
| 1. «Локомотив-Белогорье» (Белгород) |          | 3:0, 3:1 | 3:0, 3:1 | 3:0, 3:0 | 3:0, 3:0 | 8 | 8 | 0 | 24:2  | 16 |
| 2. «Кристалл» (Воронеж)             | 0:3, 1:3 |          | 3:0, 2:3 | 3:1, 3:0 | 3:0, 3:0 | 8 | 5 | 3 | 18:10 | 13 |
| 3. «Кавказтрансгаз» (Георгиевск)    | 0:3, 1:3 | 0:3, 3:2 |          | 3:0, 3:0 | 3:0, 3:0 | 8 | 5 | 3 | 16:21 | 13 |
| 4. ГУВД-«Динамо» (Краснодар)        | 0:3, 0:3 | 1:3, 0:3 | 0:3, 0:3 |          | 3:0, 3:0 | 8 | 2 | 6 | 7:18  | 10 |
| 5. «Грозный» (Грозный)              | 0:3, 0:3 | 0:3, 0:3 | 0:3, 0:3 | 0:3, 0:3 |          | 8 | 0 | 8 | 0:24  | 8  |

Воронеж

20 мая. ГУВД-«Динамо» — «Грозный» — 3:0. «Кавказтрансгаз» — «Кристалл» — 0:3.

21 мая. «Локомотив-Белогорье» — ГУВД-«Динамо» — 3:0. «Грозный» — «Кавказтрансгаз» — 0:3.

22 мая. «Кавказтрансгаз» — «Локомотив-Белогорье» — 0:3. «Кристалл» — «Грозный» — 3:0.

23 мая. ГУВД-«Динамо» — «Кавказтрансгаз» — 0:3. «Локомотив-Белогорье» — «Кристалл» — 3:0.

24 мая. «Грозный» — «Локомотив-Белогорье» — 0:3. «Кристалл» — ГУВД-«Динамо» — 3:1.
Белгород

3 июня. «Грозный» — ГУВД-«Динамо» — 0:3. «Кристалл» — «Кавказтрансгаз» — 2:3.

4 июня. «Кавказтрансгаз» — «Грозный» — 3:0. ГУВД-«Динамо» — «Локомотив-Белогорье» — 0:3 (13:25, 9:25, 14:25).

5 июня. «Грозный» — «Кристалл» — 0:3. «Локомотив-Белогорье»  — «Кавказтрансгаз» — 3:1.

6 июня. «Кавказтрансгаз» — ГУВД-«Динамо» — 3:0. «Кристалл» — «Локомотив-Белогорье» — 1:3.

7 июня. ГУВД-«Динамо» — «Кристалл»  — 0:3. «Локомотив-Белогорье» — «Грозный» — 3:0.

### Зона Урала
|                                       | 1        | 2        | 3        | 4        | 5        | 6        | И  | В | П  | С/П   | О  |
| ------------------------------------- | -------- | -------- | -------- | -------- | -------- | -------- | -- | - | -- | ----- | -- |
| 1. «Прикамье» (Пермь)                 |          | 3:2, 1:3 | 3:1, 3:0 | 3:1, 3:0 | 3:0, 3:2 | 3:1, 3:1 | 10 | 9 | 1  | 28:11 | 19 |
| 2. «Локомотив-Изумруд» (Екатеринбург) | 2:3, 3:1 |          | 0:3, 3:0 | 3:1, 3:0 | 3:0, 3:0 | 3:0, 3:0 | 10 | 8 | 2  | 26:8  | 18 |
| 3. «Урал» (Уфа)                       | 1:3, 0:3 | 3:0, 0:3 |          | 3:0, 3:0 | 3:0, 3:0 | 3:0, 3:1 | 10 | 7 | 3  | 22:10 | 17 |
| 4. «Динамо-Таттрансгаз» (Казань)      | 1:3, 0:3 | 1:3, 0:3 | 0:3, 0:3 |          | 3:0, 3:2 | 3:0, 3:0 | 10 | 4 | 6  | 14:20 | 14 |
| 5. ТНК-BP (Оренбург)                  | 0:3, 2:3 | 0:3, 0:3 | 0:3, 0:3 | 0:3, 2:3 |          | 3:1, 3:1 | 10 | 2 | 8  | 10:26 | 12 |
| 6. «Урал»-2 (Уфа)                     | 1:3, 1:3 | 0:3, 0:3 | 0:3, 1:3 | 0:3, 0:3 | 1:3, 1:3 |          | 10 | 0 | 10 | 5:30  | 10 |

Уфа

20 мая. «Динамо-Таттрансгаз» — ТНК-BP — 3:0 (25:12, 28:26, 25:22). «Локомотив-Изумруд» — «Прикамье» — 2:3 (25:23, 23:25, 25:23, 16:25, 11:15). «Урал» — «Урал»-2 — 3:0 (25:18, 25:17, 25:16).

21 мая. «Прикамье» — ТНК-BP — 3:0 (25:21, 25:18, 25:19). «Локомотив-Изумруд» — «Урал»-2 — 3:0 (25:21, 25:18, 25:23). «Урал» — «Динамо-Таттрансгаз» — 3:0 (25:20, 25:20, 25:19).

22 мая. «Локомотив-Изумруд» — «Динамо-Таттрансгаз» — 3:1 (25:18, 25:20, 28:30, 25:18). «Прикамье» — «Урал»-2 — 3:1 (22:25, 25:15, 25:18, 25:16). «Урал» — ТНК-BP — 3:0 (25:9, 25:17, 25:18).

23 мая. «Динамо-Таттрансгаз» — «Прикамье» — 1:3 (25:20, 10:25, 23:25, 27:29). ТНК-BP — «Урал»-2 — 3:1 (25:20, 11:25, 25:18, 27:25). «Урал» — «Локомотив-Изумруд» — 3:0 (25:17, 25:23, 26:24).

24 мая. «Урал»-2 — «Динамо-Таттрансгаз» — 0:3 (20:25, 21:25, 22:25). «Локомотив-Изумруд» — ТНК-BP — 3:0 (25:17, 25:20, 25:20). «Урал» — «Прикамье» — 1:3 (23:25, 21:25, 25:23, 21:25).
Мирный (Казань)

3 июня. «Прикамье» — «Локомотив-Изумруд» — 1:3 (16:25, 23:25, 25:20, 24:26). «Урал»-2 — «Урал» — 1:3 (22:25, 24:26, 26:24, 26:28). ТНК-ВР — «Динамо-Таттрансгаз» — 2:3 (17:25, 25:16, 16:25, 28:26, 13:15).

4 июня. «Урал»-2 — «Локомотив-Изумруд» — 0:3 (19:25, 19:25, 21:25). ТНК-ВР — «Прикамье» — 2:3 (25:27, 26:28, 15:25, 30:28, 9:15). «Динамо-Таттрансгаз» — «Урал» — 0:3 (19:25, 23:25, 23:25).

5 июня. «Урал»-2 — «Прикамье» — 1:3 (21:25, 25:19, 20:25, 17:25). ТНК-ВР — «Урал» — 0:3 (15:25, 18:25, 18:25). «Динамо-Таттрансгаз» — «Локомотив-Изумруд» — 0:3 (14:25, 26:28, 16:25).

7 июня. «Урал»-2 — ТНК-ВР — 1:3 (25:22, 22:25, 23:25, 15:25). «Локомотив-Изумруд» — «Урал» — 3:0 (25:22, 25:23, 25:17). «Прикамье» — «Динамо-Таттрансгаз» — 3:0 (25:19, 25:21, 25:21).

8 июня. ТНК-ВР — «Локомотив-Изумруд» — 0:3 (22:25, 20:25, 18:25). «Прикамье» — «Урал» — 3:0 (26:24, 25:16, 25:16). «Динамо-Таттрансгаз» — «Урал»-2 — 3:0 (25:22, 25:22, 27:25).

### Зона Сибири
|                                    | 1        | 2        | 3        | 4        | 5        | 6        | И  | В | П | С/П   | О  |
| ---------------------------------- | -------- | -------- | -------- | -------- | -------- | -------- | -- | - | - | ----- | -- |
| 1. «Локомотив» (Новосибирск)       |          | 1:3, 3:0 | 3:1, 3:1 | 3:0, 3:0 | 3:0, 3:1 | 3:1, 3:1 | 10 | 9 | 1 | 28:8  | 19 |
| 2. «Югра-Самотлор» (Нижневартовск) | 3:1, 0:3 |          | 0:3, 3:2 | 2:3, 3:1 | 3:0, 3:0 | 3:0, 3:1 | 10 | 7 | 3 | 23:14 | 17 |
| 3. «Газпром-Югра» (Сургут)         | 1:3, 1:3 | 3:0, 2:3 |          | 2:3, 3:1 | 2:3, 3:0 | 3:1, 3:2 | 10 | 5 | 5 | 23:19 | 15 |
| 4. «Дорожник» (Красноярск)         | 0:3, 0:3 | 3:2, 1:3 | 3:2, 1:3 |          | 3:1, 2:3 | 3:1, 2:2 | 10 | 4 | 6 | 18:24 | 14 |
| 5. «Университет» (Барнаул)         | 0:3, 1:3 | 0:3, 0:3 | 3:2, 0:3 | 1:3, 3:2 |          | 3:0, 3:1 | 10 | 4 | 6 | 14:23 | 14 |
| 6. «Звезда Югры» (Сургут)          | 1:3, 1:3 | 0:3, 1:3 | 1:3, 2:3 | 1:3, 3:2 | 0:3, 1:3 |          | 10 | 1 | 9 | 11:29 | 11 |

Новосибирск

13 мая. «Газпром-Югра» — «Университет» — 2:3 (20:25, 18:25, 25:22, 26:24, 16:14). «Югра-Самотлор» — «Дорожник» — 2:3 (25:20, 21:25, 21:25, 25:22, 11:15). «Локомотив» — «Звезда Югры» — 3:1 (25:11, 23:25, 25:16, 25:11).

14 мая. «Университет» — «Югра-Самотлор»  — 0:3 (22:25, 18:25, 20:25). «Дорожник» — «Звезда Югры» — 3:1 (25:19, 27:29, 26:24, 25:14). «Локомотив» — «Газпром-Югра» — 3:1 (25:21, 25:22, 22:25, 25:19).

15 мая. «Дорожник» — «Университет» — 3:1 (18:25, 25:19, 25:20, 25:20). «Газпром-Югра» — «Звезда Югры» — 3:1 (23:25, 25:21, 28:26, 25:18). «Локомотив» — «Югра-Самотлор» — 1:3 (25:20, 21:25, 26:28, 18:25).

17 мая. «Звезда Югры» — «Университет» — 0:3 (23:25, 20:25, 16:25). «Югра-Самотлор» — «Газпром-Югра» — 0:3 (17:25, 27:29, 18:25). «Локомотив» — «Дорожник» — 3:0 (25:16, 26:24, 25:17).

18 мая. «Югра-Самотлор» — «Звезда Югры» — 3:0 (27:25, 25:16, 25:22). «Газпром-Югра» — «Дорожник» — 2:3 (25:21, 18:25, 25:16, 17:25, 13:15). «Локомотив» — «Университет» — 3:0 (25:17, 25:23, 25:23).
Сургут

27 мая. «Дорожник» — «Югра-Самотлор» — 1:3 (25:27, 25:19, 18:25, 17:25). «Звезда Югры» — «Локомотив» — 1:3 (16:25, 20:25, 25:17, 21:25). «Университет» — «Газпром-Югра» — 0:3 (19:25, 23:25, 22:25).

28 мая. «Звезда Югры» — «Дорожник» — 3:2 (17:25, 30:28, 25:13, 21:25, 15:13). «Югра-Самотлор» — «Университет» — 3:0 (25:20, 25:18, 25:21). «Газпром-Югра» — «Локомотив» — 1:3 (25:16, 22:25, 22:25, 18:25).

29 мая. «Университет» — «Дорожник» — 3:2 (25:22, 22:25, 14:25, 25:20, 15:10). «Югра-Самотлор» — «Локомотив» — 0:3 (19:25, 16:25, 21:25). «Звезда Югры» — «Газпром-Югра» — 2:3 (28:26, 25:22, 15:25, 21:25, 10:15).

31 мая. «Университет» — «Звезда Югры» — 3:1 (25:23, 25:15, 21:25, 25:13). «Дорожник» — «Локомотив» — 0:3 (15:25, 23:25, 19:25). «Газпром-Югра» — «Югра-Самотлор» — 2:3 (22:25, 25:19, 24:26, 25:21, 8:15).

1 июня. «Университет» — «Локомотив» — 1:3 (25:23, 30:32, 17:25, 18:25). «Звезда Югры» — «Югра-Самотлор» — 1:3 (13:25, 20:25, 27:25, 27:29). «Дорожник» — «Газпром-Югра» — 1:3 (19:25, 23:25, 25:19, 21:25).

## Полуфинальный этап

### Группа А
|                            | 1   | 2   | 3   | 4   | И | В | П | С/П | О |
| -------------------------- | --- | --- | --- | --- | - | - | - | --- | - |
| 1. «Динамо» (Москва)       |     | 3:2 | 3:0 | 3:0 | 3 | 3 | 0 | 9:2 | 6 |
| 2. «Ярославич» (Ярославль) | 2:3 |     | 3:2 | 3:0 | 3 | 2 | 1 | 8:5 | 5 |
| 3. «Газпром-Югра» (Сургут) | 0:3 | 2:3 |     | 3:0 | 3 | 1 | 2 | 5:6 | 4 |
| 4. «Кристалл» (Воронеж)    | 0:3 | 0:3 | 0:3 |     | 3 | 0 | 3 | 0:9 | 3 |

Сургут

26 сентября. «Динамо» — «Кристалл» — 3:0 (25:21, 25:19, 25:22). «Газпром-Югра» — «Ярославич» — 2:3 (25:19, 20:25, 22:25, 25:23, 13:15).

27 сентября. «Кристалл» — «Ярославич» — 0:3 (21:25, 14:25, 12:25). «Динамо» — «Газпром-Югрв» — 3:0 (25:22, 25:23, 25:19).

28 сентября. «Ярославич» — «Динамо» — 2:3 (23:25, 25:18, 25:22, 23:25, 13:15). «Газпром-Югра» — «Кристалл» — 3:0 (25:17, 25:11, 25:22).

### Группа Б
|                                    | 1   | 2   | 3   | 4   | И | В | П | С/П | О |
| ---------------------------------- | --- | --- | --- | --- | - | - | - | --- | - |
| 1. «Искра» (Одинцово)              |     | 3:0 | 3:1 | 3:0 | 3 | 3 | 0 | 9:1 | 6 |
| 2. «Югра-Самотлор» (Нижневартовск) | 0:3 |     | 3:2 | 3:1 | 3 | 2 | 1 | 6:6 | 5 |
| 3. «Факел» (Новый Уренгой)         | 1:3 | 2:3 |     | 3:0 | 3 | 1 | 2 | 6:6 | 4 |
| 4. ТНК-BP (Оренбург)               | 0:3 | 1:3 | 0:3 |     | 3 | 0 | 3 | 1:9 | 3 |

Тюмень

26 сентября. «Искра» — ТНК-BP — 3:0 (25:18, 25:20, 25:21). «Факел» — «Югра-Самотлор» — 2:3 (36:34, 28:26, 15:25, 20:25, 13:15).

27 сентября. ТНК-BP — «Югра-Самотлор» — 1:3 (19:25, 23:25, 25:22, 21:25). «Искра» — «Факел» — 3:1 (25:16, 25:18, 21:25, 25:22).

28 сентября. «Югра-Самотлор» — «Искра» — 0:3 (12:25, 26:28, 21:25). «Факел» — ТНК-BP — 3:0 (25:19, 25:19, 25:15).

### Группа В
|                                  | 1   | 2   | 3   | 4   | И | В | П | С/П | О |
| -------------------------------- | --- | --- | --- | --- | - | - | - | --- | - |
| 1. «Зенит» (Казань)              |     | 3:0 | 3:1 | 3:1 | 3 | 3 | 0 | 9:2 | 6 |
| 2. «Динамо-Янтарь» (Калининград) | 0:3 |     | 3:1 | 3:2 | 3 | 2 | 1 | 6:6 | 5 |
| 3. «Урал» (Уфа)                  | 1:3 | 1:3 |     | 3:1 | 3 | 1 | 2 | 5:7 | 4 |
| 4. «Прикамье» (Пермь)            | 1:3 | 2:3 | 1:3 |     | 3 | 0 | 3 | 4:9 | 3 |

Уфа

26 сентября. «Зенит» — «Прикамье» — 3:1 (25:17, 22:25, 25:18, 25:16). «Урал» — «Динамо-Янтарь» — 1:3 (25:19, 24:26, 21:25, 21:25).

27 сентября. «Прикамье» — «Динамо-Янтарь» — 2:3 (25:22, 23:25, 26:24, 20:25, 18:20). «Зенит» — «Урал» — 3:1 (25:21, 25:22, 18:25, 25:21).

28 сентября. «Динамо-Янтарь» — «Зенит» — 0:3 (17:25, 13:25, 20:25). «Урал» — «Прикамье» — 3:1 (19:25, 25:19, 25:19, 25:17).

### Группа Г
|                                       | 1   | 2   | 3   | 4   | И | В | П | С/П | О |
| ------------------------------------- | --- | --- | --- | --- | - | - | - | --- | - |
| 1. «Локомотив» (Новосибирск)          |     | 3:1 | 3:0 | 3:1 | 3 | 3 | 0 | 9:2 | 6 |
| 2. «Локомотив-Белогорье» (Белгород)   | 1:3 |     | 3:0 | 3:0 | 3 | 2 | 1 | 7:3 | 5 |
| 3. НОВА (Новокуйбышевск)              | 0:3 | 0:3 |     | 3:2 | 3 | 1 | 2 | 3:8 | 4 |
| 4. «Локомотив-Изумруд» (Екатеринбург) | 1:3 | 0:3 | 2:3 |     | 3 | 0 | 3 | 3:9 | 3 |

Новосибирск

26 сентября. «Локомотив» — НОВА — 3:0 (25:18, 26:24, 25:23). «Локомотив-Белогорье» — «Локомотив-Изумруд» — 3:0 (25:11, 25:18, 25:19).

27 сентября. НОВА — «Локомотив-Изумруд» — 3:2 (24:26, 25:20, 28:26, 23:25, 15:10). «Локомотив» — «Локомотив-Белогорье» — 3:1 (23:25, 25:23, 25:14, 25:22).

28 сентября. «Локомотив-Изумруд» — «Локомотив» — 1:3 (21:25, 25:15, 15:25, 17:25). «Локомотив-Белогорье» — НОВА — 3:0 (25:19, 25:17, 25:20).

## «Финал четырёх» в Новосибирске

### Полуфиналы
29 ноября
| «Зенит»     | 1:3 (25:20, 22:25, 23:25, 19:25) | «Динамо» (Москва) |
| «Локомотив» | 0:3 (22:25, 22:25, 22:25)        | «Искра»           |

### Матч за 3-е место
30 ноября
| «Зенит» | 3:2 (25:23, 23:25, 25:23, 22:25, 15:13) | «Локомотив» |

### Финал
30 ноября
| «Динамо» (Москва) | 3:1 (23:25, 25:19, 25:18, 28:26) | «Искра» |

«Динамо»: Сергей Гранкин — 1 (0, 0, 1), Евгений Сивожелез — 16 (14, 2, 0), Семён Полтавский — 17 (15, 2, 0), Данте — 13 (11, 2, 0), Алексей Самойленко — 1 (0, 1, 0), Александр Волков — 13 (12, 1, 0), Алексис Гонсалес (либеро), Владимир Титаренко, Роман Архипов, Дмитрий Щербинин — 7 (6, 1, 0), Павел Круглов — 2 (2, 0, 0). Тренер: Даниэле Баньоли.

«Искра»: Олег Самсонычев — 1 (0, 1, 0), Павел Абрамов — 10 (9, 1, 0), Алексей Кулешов — 4 (3, 1, 0), Жиба — 23 (20, 0, 3), Йохен Шёпс — 20 (15, 0, 5), Андрей Егорчев — 6 (6, 0, 0), Алексей Вербов (либеро), Денис Калинин, Александр Бутько — 1 (0, 1, 0), Антон Асташенков — 1 (1, 0, 0). Тренер: Зоран Гаич.

Время матча — 1:50 (25+26+26+33). Новосибирск. СКК «Север». 3500 зрителей.

### Индивидуальные призы
- MVP — Уильям Придди («Локомотив»)
- Лучший связующий — Сергей Гранкин
- Лучший блокирующий — Александр Волков
- Лучший нападающий — Александр Корнеев («Зенит»)
- Лучший либеро — Алексей Вербов